# Metopeuraphis
Metopeuraphis  (лат.) — род тлей из подсемейства Aphidinae (Macrosiphini). Средняя Азия  (Казахстан).

## Описание
Мелкие насекомые, длина около 2 мм.
Ассоциированы с растениями Amaranthaceae (Atriplex). Близок к тлям рода Metopeurum.
- Metopeuraphis atriplicis Narzikulov & Smailova, 1975